# Болквадзе, Георгий Шалвович
Георгий Шалвович Болквадзе (1929 год, село Суджуна, ССР Грузия) — звеньевой колхоза имени Орджоникидзе Абашского района, Грузинская ССР. Герой Социалистического Труда (1948).

## Биография
Родился в 1929 году в крестьянской семье в селе Суджуна (сегодня — Абашский муниципалитет). После окончания местной начальной школы в годы Великой Отечественной войны трудился рядовым колхозником в колхозе имени Орджоникидзе Абашского района с усадьбой в селе Суджуна. В послевоенные годы возглавлял комсомольско-молодёжное полеводческое звено.
В 1947 году звено под его руководством собрало в среднем с каждого гектара по 71,3 центнера кукурузы на участке площадью 3 гектара. Указом Президиума Верховного Совета СССР от 21 февраля 1948 года удостоен звания Героя Социалистического Труда за «получение высоких урожаев кукурузы и пшеницы в 1947 году» с вручением ордена Ленина и золотой медали «Серп и Молот» (№ 772).
Этим же Указом званием Героя Социалистического Труда были награждены труженики колхоза имени Орджоникидзе Абашского района звеньевые Валериан Северианович Тоточия и Иван Александрович Хоштария.
После выхода на пенсию проживал в родном селе Суджуна Абашского района. С 1989 года — персональный пенсионер союзного значения.